# みーにん
みーにん（1979年1月1日 - ）は、麻雀研究家。
統計学に基づいた麻雀に関するデータの算出、提供や麻雀戦術本の出版などを行っている。

## 略歴
愛知県出身。東京大学教養学部基礎科学科卒業。
2007年、とつげき東北の著書、ウェブサイトなどに影響を受け麻雀研究を開始、その結果をインターネット上で公開。
2015年、堀内正人、福地誠らの著書へのデータ監修、提供を行うと共に自身も著書を出版。
2019年、とつげき東北らと共に「麻雀数理研究会」を発足。

## 著書
- 統計で勝つ麻雀（福地誠 共著 2015年6月 竹書房 ISBN 9784801903333）
- 「統計学」のマージャン戦術 （2017年8月 竹書房 ISBN 9784801911802）
- 知るだけで強くなる麻雀の2択（梶本琢程 共著 2019年4月 竹書房 ISBN 9784801918252）
- データで勝つ三人麻雀（福地誠 編集 2019年8月 三才ブックス ISBN 9784866730875）